# آن ماري داف
آن-ماري داف (مواليد 8 تشرين الأول 1970)، ممثلة إنجليزية. حققت أول نجاحاتها ولفتت الانتباه في المسلسل التلفزيوني «وقاحة» وهو سلسلة تلفزيونية بريطانية أنتج وعرض في الفترات (2004-2005، 2013)، ثم لعبت دور إليزابيث الأولى ملكة إنجلترا في المسلسل التلفزيوني «الملكة العذراء» (2006). كما لعبت دور البطولة في المسلسل التلفزيوني «من الظلام» عام 2015.
لعبت آن-ماري أدواراً في أفلام مثل إنيغما (2001)، الأخوات المجدليات (2002)، ملاحظات على فضيحة (2006)، المحطة الأخيرة (2009)، ولد اللامكان(2009)، سافرجت (فيلم) (2015).
بسبب أدائها في مسلسل «وقاحة» ومسلسل «الملكة العذراء» وفيلم «فتى اللامكان» وفيلم «سفرجيت»، فازت بترشيحات الأكاديمية البريطانية لفنون السينما والتلفزيون عن فئات لأفضل ممثلة وأفضل ممثلة مساعدة، وحصلت على جائزة بافتا لأفضل ممثلة عن عملها في الفيلم التلفزيوني تاريخ السيد بولي عام 2007.
آن-ماري داف متزوجة من الممثل الإسكتلندي جيمس مكافوي، ولها ابن واحد.

## حياتها المبكرة
ولدت آن-ماري في 8 تشرين الأول (أكتوبر) 1970، وهي ابنة مهاجرين من جزيرة أيرلندا، والدها كان رساماً مصمم ديكور ووالدتها كانت تعمل في محل لبيع الأحذية. عاشت العائلة في ساوثهول في لندن، والتحقت ماري بمدرسة شاملة. في سن مبكرة، كانت آن-ماري تذهب لمسرح الشباب المحلي، ساعدها يونغ آرغوسي لمشاركة الممثلين للتغلب على طبيعتها الخجلة، وسرعان ما أصبحت متعلقة بالمسرح.
في سن المراهقة، شاركت بشركة مسرح الهواة، ثم بدأت التفكير بالتسجيل في مدارس الدراما. رفض أول طلب قدمته، ما جعلها مستاءة بشدة. لكنها عكفت على دراسة السينما والمسرح في سن 19، حيث التحقت بمركز لندن للدراما إلى جانب كل من جون سيم وأنستازيا هيلي وبول بيتاني.

## العمل
رُشّحت آن-ماري داف لجائزة لورنس أوليفر عام 2000، لكن أول اهتمام فعلي بها كان بعد أدائها دور فيونا في المسلسل التلفزيوني «وقاحة»، ودور إليزابيث الأولى ملكة إنجلترا في السلسلة التلفزيونية القصيرة الملكة العذراء (برنامج تلفزيوني والذي أنتجته هيئة الإذاعة البريطانية عام 2005، وكان من بطولة توم هاردي وجوان ويلي وتارا فيتزجيرالد. كما لعبت دور جوليا لينون والدة جون لينون في فيلم «فتى اللامكان». أما في فيلم المحطة الأخيرة وهو رصد لحياة ليو تولستوي في سنواته الأخيرة فقد مثّلت دور ابنة ساشا.
تعتبر آن-ماري ممثلة مسرح بارعة، فقد عملت في المسرح الملكي الوطني على نحوٍ واسع، بما في ذلك مسرحية عن رواية الحرب والسلم للأديب الروسي ليو تولستوي عام 1996، وعملت أيضاً في المسرح الوطني في مسرحيات عديدة شملت الملك لير ومسرحية سانت جوان للكاتب جورج برنارد شو وهي من إنتاج المخرجة ماريان إليوت.
عام 2011، لعبت دور ألما راتينبيري في مسرحية راتنغان الأخيرة تيرنس راتيغان من إخراج تيا شاروك. عام 2007، كانت واحدة من تسعة مشاهير إناث شاركن في حملة «ما الذي سيستغرقه الأمر؟» لتعزيز الوعي بالعنف المنزلي في المملكة المتحدة.

## حياتها الشخصية
تزوجت آن-ماري من الممثل الإسكتلندي جيمس مكافوي في تشرين الأول (أكتوبر) 2006, أنجبت ابنها برندان مكافوي عام 2010. في 13 أيار (مايو) 2016, أعلنت آن ماري وجيمس مكافوي قرارهما بالطلاق.

## الجوائز
جوائز لورنس أوليفر
- 2008: أفضل ممثلة بدور ثانوي  قصص مجمعة (ترشيح)
- 2008: أفضل ممثلة  سانت جون (ترشيح)

الأكاديمية البريطانية لفنون السينما والتلفزيون
- 2010: أفضل ممثلة بدور ثانوي فتى اللامكان (ترشيح)
- 2007: أفضل ممثلة عن الملكة العذراء (برنامج تلفزيوني) (2005) (ترشيح)
- 2006: أفضل ممثلة عن وقاحة (2004) (ترشيح)
- 2005: أفضل ممثلة عن وقاحة (2004) (ترشيح)

جائزة بافتا
- 2008: أفضل ممثلة عن تاريخ السيد بولي (2007) (فوز)

نقابة البث الصحفي
- 2005: أفضل ممثلة عن وقاحة (2004) (فوز)

جوائز المواصفات القياسية البريطانية لأفلام المساء
- 2010: أفضل ممثلة عن فتى اللامكان (2009) (فوز)[11]

الجوائز الأيرلندية للسينما والمسرح
- 2008: أفضل ممثلة بدور ثانوي في فيلم روائي طويل جراج (فيلم 2007 (ترشيح)
- 2007: أفضل ممثلة في دور قيادي تلفزيوني الملكة العذراء (2005) (ترشيح)
- 2005: أفضل ممثلة في عمل تلفزيوني وقاحة (2004) (ترشيح)
- 2004: أفضل ممثلة في دراما تلفزيونية وقاحة (2004) (فوز)

جمعية التلفاز الملكية
- 2006: أفضل ممثلة عن وقاحة (2004) (ترشيح)

## فيلموغرافيا

### أفلام
| السنة | الإنتاج                              | الدور         | ملاحظات |
| ----- | ------------------------------------ | ------------- | --- |
| 1998  | Mild and Better                      | المرأة        | فيلم قصيير |
| 2001  | إنيغما                               | كاي           | |
| 2002  | الأخوات المجدليات                    | مارغريت       | |
| 2006  | ملاحظات على فضيحة                    | أنابيل        | |
| 2007  | جراج                                 | كارميل        | ترشيح —جوائز الأكاديمية الأيرلندية للسينما والتلفزيون أفضل ممثلة عن دور مساعد في فيلم روائي طويل |
| 2007  | غرفة الانتظار                        | آن            | |
| 2008  | فيلم فرنسي                           | صوفي          | |
| 2009  | هل من أحد هناك؟                      | الأم          | |
| 2009  | المحطة الأخيرة                       | ساشا تولستوي  | |
| 2009  | فتى اللامكان                         | جوليا لينون   | جوائز السينما المستقلة البريطانية لجائزة أفضل ممثلة Evening Standard British Film Award for Best Actress دائرة نقاد لندن for British Supporting Actress of the Year Nominated—جوائز الأكاديمية البريطانية للأفلام for Best Supporting Actress Nominated—جوائز إمباير for Best Actress Nominated—IFTA Award for Best Actress in a Supporting Role in a Film Nominated—جائزة ستالايت for Best Actress in a Supporting Role |
| 2012  | الملاذ                               | ماري          | ترشيح —IFTA Award أفضل ممثلة |
| 2013  | دائرة مغلقة                          | ميليسا        | |
| 2013  | Molly Moon: The Incredible Hypnotist |               | Post-production |
| 2014  | قبل أن أنام                          | Claire        | |
| 2015  | سافرجت (فيلم)                        | Violet Miller | Nominated – BIFA Award for Best Supporting Actress |

### Television
| Year          | Production                            | Role                         | Notes |
| ------------- | ------------------------------------- | ---------------------------- | --- |
| 1997          | Trial & Retribution                   | Cathy Gillingham             | 2 episodes |
| 1998          | Amongst Women                         | Sheila                       | 2 episodes |
| 1999          | Aristocrats                           | Louisa                       | 4 episodes |
| 2000          | Reach for the Moon                    | Cath Bird                    | |
| 2001          | The Way We Live Now                   | Georgiana                    | 4 episodes |
| 2002          | Doctor Zhivago                        | Olya                         | |
| 2002          | Holby City                            | Alison McCarthy              | 1 episode |
| 2002          | Wild West                             | Holly                        | 6 episodes |
| 2002          | خطيئة                                 | Anne Marie/Theresa           | TV Film Golden Nymph for Television Films – Best Performance by an Actress |
| 2003          | Charles II: The Power and The Passion | هنريتا من إنجلترا            | 1 episode |
| 2004–05, 2013 | وقح                                   | Fiona Gallagher              | 19 episodes Broadcasting Press Guild Award for Best Actress IFTA Award for Best Actress in a TV Drama Golden Nymph for Outstanding Actress in a Drama Series Nominated—جوائز الأكاديمية البريطانية للتلفزيون ‏ for Best Actress (2005) Nominated—جوائز الأكاديمية البريطانية للتلفزيون ‏ for Best Actress (2006) Nominated—IFTA Award for Best Actress in Television (2005) Nominated—Royal Television Society Award for Best Actor – Female |
| 2006          | The Virgin Queen                      | إليزابيث الأولى ملكة إنجلترا | 4 episodes Nominated—جوائز الأكاديمية البريطانية للتلفزيون ‏ for Best Actress Nominated—IFTA Award for Best Actress in a Lead Role in Television |
| 2006          | Born Equal                            | Michelle                     | TV Film |
| 2007          | The History of Mr Polly               | Miriam                       | BAFTA Cymru Award for Best Actress (Yr Actores Orau) |
| 2008          | Pop Britannia                         | راوية                        | |
| 2009          | Margot                                | مارجوت فونتين                | TV Film |
| 2012          | المتهم                                | Mo Murray                    | 1 episode Nominated—Royal Television Society Award for Best Actor (Female) |
| 2012          | Parade's End                          | Edith Duchemin               | 4 episodes |
| 2015          | From Darkness                         | Claire Church                | All 4 episodes |
| 2017          | Watership Down                        | Hyzenthlay                   | Miniseries; pre-production |

### المسرح
| السنة     | العمل                    | الدور         | ملاحظات                                                                      |
| --------- | ------------------------ | ------------- | ---------------------------------------------------------------------------- |
| 1994      | العم سيلاس'              | مود روثين     |                                                                              |
| 1994      | طاحونة على خيط           | ماغي الأولى   |                                                                              |
| 1995      | ماغيا العظيمة            | أميليا        |                                                                              |
| 1995–96   | بيتر بان                 | ويندي         |                                                                              |
| 1996      | الحرب والسلم             | ناتاشا        |                                                                              |
| 1997–98   | الملك لير                | كورديليا      |                                                                              |
| 1999      | فاسا                     | لودميلا       |                                                                              |
| 1999–2000 | قصص مجمعة                | ليزا          |                                                                              |
| 2000      | بيت الدمية               | نورا          |                                                                              |
| 2002      | ابنة بالقانون            | ميني          |                                                                              |
| 2004      | بلايبوي من العالم الغربي | Pegín maidhc  |                                                                              |
| 2005      | أيام النبيذ والورود      | منى           |                                                                              |
| 2007      | ثروة الجندي              | ليدي دونس     |                                                                              |
| 2007      | سانت جون                 | جون           |                                                                              |
| 2011      | Cause Célèbre            | ألما راتنبيري | أولد فيك، لندن                                                               |
| 2013      | استراحة غريبة            | نينا ليدز     | National Theatre, London                                                     |
| 2013      | مكبث (مسرحية)            | ليدي ماكبث    | أول مرة في برودواي، مركز لندن للمسرح                                         |
| 2015      | أزواج وأبناء             | ليزي هولرويد  | Co-production between National Theatre,London and Royal Exchange, Manchester |

### أعمال إذاعية
| العام | العمل                           | الدور      | ملاحظات       |
| ----- | ------------------------------- | ---------- | ------------- |
| 1998  | الليلة الثانية عشرة أو كما تشاء | فيولا      |               |
| 2000  | فن الحب                         | Cypassis   |               |
| 2000  | يوميات سيدة المحافظات           |            | مسلسل إذاعي   |
| 2001  | وقت مضى                         |            | دراما إذاعية  |
| 2004  | Life Half Spent                 |            | مسرحية إذاعية |
| 2004  | جين أير (رواية)                 | راوية      |               |
| 2005  | Ears Wide Open                  | ديان       |               |
| 2005  | عطيل                            | ديدمونة    | كتاب سمعي     |
| 2006  | The Queen at 80                 | راوية      | مسلسل إذاعي   |
| 2006  | المملوك                         | ليزا\ماريا | دراما إذاعية  |
| 2006  | انظر للوراء بغضب (مسرحية)       | أليسون     | قراءة تمرينية |
| 2007  | مملكة التنين الذهبي             | راوية      | دراما إذاعية  |
| 2011  | كارميلا                         | راوية      | دراما إذاعية  |

## وصلات خارجية
- آن ماري داف على موقع IMDb (الإنجليزية)
- آن ماري داف على موقع ميتاكريتيك (الإنجليزية)
- آن ماري داف على موقع روتن توميتوز (الإنجليزية)
- آن ماري داف على موقع ألو سيني (الفرنسية)
- آن ماري داف على موقع أول موفي (الإنجليزية)
- آن ماري داف على موقع قاعدة بيانات برودواي على الإنترنت (الإنجليزية)
- آن ماري داف على موقع قاعدة بيانات الأفلام السويدية (السويدية)
- آن ماري داف على موقع إن إن دي بي (الإنجليزية)
- آن ماري داف على موقع قاعدة بيانات الفيلم (الإنجليزية)
- آن ماري داف على موقع كينوبويسك (الروسية)